# هيوغونغ وانغهو
الملكة هيوغونغ من عشيرة يي (효공왕후 이씨 | 孝恭王后 李氏) زوجة موغجو ملك مملكة جوسون التشوجوني . هي عقيلة جد جد الملك تايجو مؤسس مملكة جوسون . تعود أصولها لمحافظة بيونغتشانغ في مقاطعة غانغوون التاريخية .

## الأسرة

### الأقارب
- الجد من جهة الأب : يي سونو , (이성로 | 李成老) , (تاريخ الولادة غير معلوم , لا تتوفر معلومات عنه) .
  - الأب : يي غونغسك , (이공숙 | 李公肅) , (تاريخ الولادة غير معلوم) .
- الجد من جهة الأم : يي جنغسوغ (이정석 | 鄭碩) .
  - الأم : السيدة دولسان (돌산군부인 정씨 | 鄭氏) , (تاريخ الولادة غير معلوم) .
- الأخ : يي وون (이원 | 李元) .
- الأخت : يي دانغريول (이당렬 | 李唐烈) , الأخت الأولى .
- الأخت : الاسم غير معروف , الأخت الثانية .

### العائلة
- الزوج : موغجو (목조 | 穆祖) , (ولد في ؟ ومات في 1274) .
- الأبناء :
  - الأمير العظيم آنتشون , (안천대군 | 安川大君) , يي وسون , (이어선 | 李於仙) .
  - الأمير العظيم آنوون , (안원대군 | 安原大君) , يي جن , (이진 | 李珍) .
  - الأمير العظيم آنبنغ , (안풍대군 | 安豊大君) , يي جنغ , (이정 | 李精) .
  - الملك العظيم يغجو , (익조대왕 | 翼祖大王) , يي هاينغري , (이행리 | 李行里) .
  - الأمير العظيم آنتشانغ , (안창대군 | 安昌大君) , يي مايبل , (이매불 | 李梅拂) .
  - الأمير العظيم آنهينغ , (안흥대군 | 安興大君) , يي غوسو , (이구수 | 李球壽) .